# 기석 (전한)
기석(其石, ? ~ 기원전 199년) 또는 변흔(卞訢)은 전한 초기의 군인이다. 개국공신 서열 83위로 양하후(陽河侯)에 봉해졌다. 사료에 따라 실체가 전혀 다른 인물로, 《사기》에서는 이름이 적혀있지 않으며, 《한서》에서는 기석이라고 하고, 《수경주》에서는 고제가 양아(陽阿), 즉 양하에 변흔을 열후로 봉하였다고 한다.

## 생애
중알자(中謁者)가 되어 고제를 따라 한나라에 들어갔고, 낭중기종(郞中騎從)이 되어 제후를 평정하여 공적이 진부걸에 비견되었다. 전한 건국 후 공로를 인정받아, 고제 7년(기원전 201년) 양하후에 봉해졌다.
양하제후 3년(기원전 199년)에 죽으니 시호를 제(齊)라 하였고, 아들 기안국이 작위를 이었다.

## 출전
- 사마천, 《사기》 권18 고조공신후자연표
- 반고, 《한서》 권16 고혜고후문공신표
- 역도원, 《수경주》 권9 심수(沁水)

| 전임 (첫 봉건) | 전한의 양하후 기원전 201년 ~ 기원전 199년 | 후임 아들 기안국 |